# Pipa arrabali
Pipa arrabali é uma espécie de anfíbio da família Pipidae.
Pode ser encontrada nos seguintes países: Brasil, Guiana, Suriname, Venezuela e possivelmente no Peru.
Os seus habitats naturais são: florestas subtropicais ou tropicais húmidas de baixa altitude, marismas de água doce, marismas intermitentes de água doce, lagoas e canais e valas.
Está ameaçada por perda de habitat.